# Куклин, Александр Александрович
Александр Александрович Куклин (род. 10 сентября 1987, Пермь) — российский хоккеист, защитник.

## Биография
Воспитанник пермского «Молота». Начинал играть в фарм-клубе омского «Авангарда» «Авангард-ВДВ» / «Омские ястребы» в сезоне 2002/03. В сезоне 2006/07 провёл за «Авангард» единственный сезон в чемпионате России, стал бронзовым призёром. Выступал за команды «Молот-Прикамье» и "Ермак (2007/08), «Югра-Университет» и «Газовик» (2008/09), «Кристалл» Бердск (2009/10 — 2010/11), «Арлан» Кокшетау (Казахстан, 2011), «Липецк» (2011/12), «Прогресс» Глазов (2012/13), казахстанские «Сарыарку-2» (2012/13) и «Астану» (2012/13 — 2013/14).
Тренер пермских юношеских команд «Легенда» (2016—2022), Академия «Молот» (с 2022).